# Gråsibia
Gråsibia (Heterophasia gracilis) är en fågel i familjen fnittertrastar inom ordningen tättingar.

## Kännetecken

### Utseende
Gråsibian är en 22,5–24,5 cm långstjärtad brun, svart och grå sibia med vit undersida. Den har svart hätta, grå mantel och ett svart subterminalt band på den grå stjärten.

### Läten
Sången består av en upprepad och mycket högljudd serie med väl skilda ljusa och gälla toner.

## Utbredning och systematik
Gråsibian förekommer i bergskogar i nordöstra Indien, Myanmar och södra Kina (västra Yunnan). Den behandlas som monotypisk, det vill säga att den inte delas in i några underarter.

## Levnadssätt
Gråsibian hittas i både städsegrön och lövfällande skog, ibland även tallskog och ungskog, på mellan 900 och 2800 meters höjd. Den livnär sig på insekter, men även bär, små frukter och frön. Fågeln ses födosöka i trädtaket och utmed trädstammar, ibland också i undervegetationen.
Fågeln häckar från april till augusti. Den placerar sitt djupt skålformat bo av mossa, rötter, gräs och löv i en trädkrona eller rhododendron, upp till sex meter ovan mark. Däri lägger den två till fyra ägg. Utanför häckningstid ses den ofta i små grupper.

## Status och hot
Artens populationstrend är okänd, men utbredningsområdet är relativt stort. Internationella naturvårdsunionen IUCN anser inte att den är hotad och placerar den därför i kategorin livskraftig. Världspopulationen har inte uppskattats men den beskrivs som vanlig i Indien och Myanmar och mycket lokalt förekommande i Kina.

## Namn
Sibia kommer av det nepalesiska namnet Sibya för rostsibian.